# 栉齿细莴苣
栉齿细莴苣（学名：Melanoseris triflora）为菊科毛鳞菊属下的一个种。